# Cylindromyia compressa
Cylindromyia compressa är en tvåvingeart som beskrevs av Aldrich 1926. Cylindromyia compressa ingår i släktet Cylindromyia och familjen parasitflugor. Inga underarter finns listade i Catalogue of Life.